# Park Avenue House
El Park Avenue House es un edificio residencial de gran altura ubicado en 2305 Park Avenue en el Distrito Histórico de Park Avenue en el Downtown de Detroit, Míchigan. Fue incluido en el Registro Nacional de Lugares Históricos en 1996. No debe confundirse con el cercano Park Avenue Hotel, que fue demolido en 2015.

## Historia
Anteriormente conocido como Royal Palm Hotel, es uno de los tres hoteles ubicados en Park Avenue y diseñado por Louis Kamper para Lew Tuller, los otros dos son The Eddystone en 100 Sproat St. y el Park Avenue Hotel en 2643 Park Avenue (demolido en 2015). Los tres están en el Registro Nacional de Lugares Históricos.
La Royal Palm fue diseñada por Louis Kamper y construida en 1924 para Lew Tuller. Tuller había erigido el Hotel Tuller en 1907, y el éxito de esa empresa lo llevó a construir los tres hoteles de Park Avenue en 1924. Cuando se construyó, el Royal Palm contenía 180 habitaciones con baños, un restaurante y cinco locales comerciales en el primer piso. . Sin embargo, Tuller se extralimitó financieramente y en 1928 perdió los tres hoteles de Park Avenue en ejecución hipotecaria. La Royal Palm y la Eddystone fueron compradas por David P. Katz. Katz era dueño del edificio hasta 1966, cuando su imperio empresarial se derrumbó.
La Royal Palm, confusamente, tomó el nombre del Hotel Park Avenue en algún momento. Es el hotel más antiguo en el área del centro de Detroit, y funcionó continuamente como hotel hasta su conversión en un edificio residencial de gran altura. En 1967, Wilbur Harrington le compró el hotel a Katz y lo renombró Park Avenue House. En 1990 Wilbur transfirió la propiedad a su hijo, Sean Harrington, quien continúa operando.

## Descripción
El Royal Palm es un hotel de ladrillo y mampostería de trece pisos con detalles renacentistas italianos. Se encuentra dentro del distrito histórico de Park Avenue; la entrada da a Park Avenue. Aunque el edificio ha sufrido algunas modificaciones, generalmente está en excelentes condiciones. La Town Pump Tavern está ubicada en la planta baja del edificio. La fachada frontal es simétrica, con siete bahías con ventanas dobles. La fachada es de ladrillo naranja, con piedra caliza en los dos primeros pisos. Diferentes tratamientos de ventanas llaman la atención sobre los pisos primero, segundo, cuarto, undécimo y duodécimo. La entrada principal a través de una puerta arqueada, con pilastras rusticadas coronadas por un friso dórico. Directamente sobre la puerta, las ventanas centrales están flanqueadas por dos terminales femeninos; en el tercer piso hay una ventana con balaustrada. El edificio presenta ventanas saledizas inusuales empaquetadas.
En el interior, la entrada pequeña vestibule tiene paredes de mármol y pelar hierro estampado grates. Una ingle vaulted hallway con pared-el hierro medieval montado que enciende fixtures ventajas al principales lobby. El lobby tiene roble wainscoting y un contador de recepción del roble en uno acorrala. El hallway también dirige a dos espacios comerciales, modificados y ampliados del original cinco espacios comerciales. En los pisos superiores, el plan de piso original tuvo 15 habitaciones solas en cada piso. Algunas unidades han sido conectadas para crear espacios más grandes, decrecimiento el número de apartamentos a 13 por piso.